# مقیاس بزرگی گشتاوری

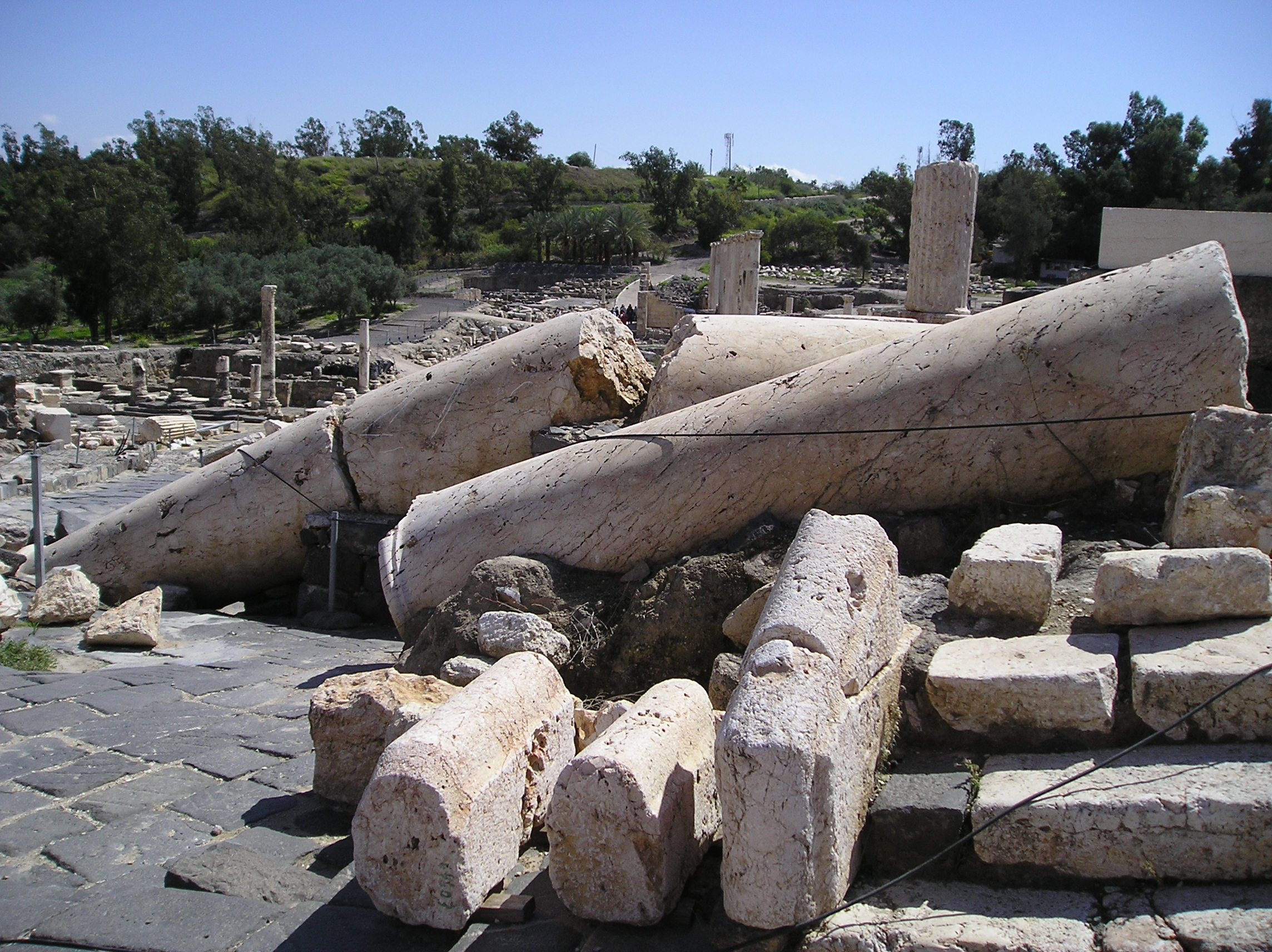
بت شین (محوطه باستانی - اسکیتوپولیس) در اسرائیل. ستون‌های واژگون شده یک معبد رومی در اثر زلزله سال ۷۴۹ میلادی

مقیاس بزرگی گشتاوری (با نماد M یا MW)، یکی از مقیاس‌های اندازه‌گیری بزرگی زمین‌لرزه است که مقدار انرژی آزادشده توسط زمین‌لرزه را اندازه‌گیری می‌کند.

## پیدایش
برای حل مشکل سنجش بزرگی زمین‌لرزه با مقیاس بزرگی ریشتر، در سال ۱۹۷۰ سازمان زمین‌شناسی آمریکا یکای مقیاس بزرگی گشتاوری را ارائه کرد. هم‌اکنون از این مقیاس برای بیان بزرگی زمین‌لرزه استفاده می‌شود.

## ویژگی‌ها
دیگر مقیاس‌های بزرگی لرزه‌ای، عموماً از نظر اندازه‌گیری بزرگی، عمق کانونی و فاصله محدودیت داشته و بر اساس جنبه‌هایی از امواج لرزه‌ای هستند که فقط به‌طور غیرمستقیم و ناقص نیروی زمین‌لرزه را منعکس می‌کنند و همچنین عوامل دیگری را شامل می‌شوند. مقیاس بزرگی گشتاوری – Mw یا Mw – که توسط کاناموری (۱۹۷۷) و هنکس و کاناموری (۱۹۷۹) توسعه داده شد، بر اساس اندازه‌گیری گشتاور لرزه‌ای زمین‌لرزه است. M0، اندازه‌گیری میزان کار انجام‌شده توسط یک زمین‌لرزه در لغزش یک تکه‌سنگ در کنار یک تکه‌سنگ دیگر است. گشتاور لرزه‌ای با نیوتون-متر (Nm یا N·m) در دستگاه بین‌المللی یکاها (SI) یا یکای دین در دستگاه واحدهای سانتیمتر–گرم–ثانیه (CGS) اندازه‌گیری می‌شود. در ساده‌ترین حالت، گشتاور را می‌توان تنها با دانستن مقدار لغزش، مساحت سطح گسیختگی یا لغزیده و عامل مقاومت یا اصطکاک روی‌داده، محاسبه کرد. این عوامل را می‌توان برای یک گسل موجود، جهت تعیین بزرگی زمین‌لرزه‌های گذشته یا آنچه که احتمال وقوع آن در آینده پیش‌بینی می‌شود، تخمین زد.
گشتاور لرزه‌ای یک زمین‌لرزه را می‌توان به روش‌های مختلف تخمین زد که هر روش، پایه و اساس مقیاس‌های Mwb ،Mwr ،Mwc ،Mww ،Mwp ،Mi و Mwpd به‌شمار می‌روند. همه این مقیاس‌ها، زیرمجموعه مقیاس بزرگی گشتاوری (Mw) هستند.
گشتاور لرزه‌ای، عینی‌ترین معیار برای اندازه‌گیری «اندازه» زمین‌لرزه بر اساس انرژی کل، به‌شمار می‌رود. با این حال، این مقیاس بر اساس یک مدل ساده از گسیختگی و برخی مفروضات ساده‌کننده تنظیم شده و این واقعیت را در نظر نمی‌گیرد که نسبت انرژی آزادشده به عنوان امواج لرزه‌ای در بین زمین‌لرزه‌ها متفاوت است.

## مقایسه با مقیاس بزرگی ریشتر
مقیاس بزرگی گشتاوری به غیر از دامنه از امواج زمین‌لرزه، داده‌های بیشتری مانند نقطه گسیختگی گسل، میزان جنبایی گسل و نیروی فشار وارده به گسل را در نظر می‌گیرد. اگر فشار وارده به گسل از حد تحمل سنگ‌های پوسته در سطح گسل بیشتر شود، گسل به لغزش درآمده و باعث ایجاد زمین‌لرزه می‌شود. این مقیاس، انواع موج‌های زمین‌لرزه و به بیان دیگر، کل انرژی آزاد شده توسط زمین‌لرزه را اندازه‌گیری می‌کند.
مقیاس بزرگی گشتاوری برای زمین‌لرزه‌های متوسط (بزرگی گشتاوری تقریباً ۵) مشابه با مقیاس ریشتر است. اما برای زمین‌لرزه‌های بزرگ‌تر از MW ۵، یکای بزرگی گشتاوری، بسیار دقیق‌تر است.
برای زمین‌لرزه‌های بزرگ، این مقیاس برخلاف مقیاس ریشتر اشباع نمی‌شود، بنابراین در حال حاضر این مقیاس رایج‌ترین مقیاس مورد استفاده در مطالعات زمین‌لرزه‌شناسی است.
بر پایه دلایل ذکرشده، بیشتر سازمان‌های مسئول در زمینه لرزه‌شناسی، مانند سازمان زمین‌شناسی ایالات متحده آمریکا، زمین‌لرزه‌های با بزرگی بیشتر از ۴ را با مقیاس بزرگی گشتاوری گزارش می‌کنند که رسانه‌ها آن را با عنوان «بزرگی ریشتر» بیان می‌کنند.

## معادله
نماد مقیاس بزرگی گشتاوری {\displaystyle M_{W}} است و با معادله زیر محاسبه می‌شود:
{\displaystyle M_{W}={2 \over 3}(\log _{10}M_{0}-16.1),\,}
در معادله بالا {\displaystyle M_{0}} همان لرزه‌ای بر حسب dyne⋅cm (10−7 N⋅m) با فرمول زیر است:
{\displaystyle M_{o}={2 \over 3}(\log _{10}E_{\mathrm {SI} }-4.8).\,}

## محدودیت‌ها
بسیاری از مقادیر انرژی کل زمین‌لرزه که با مقیاس Mw  اندازه‌گیری می‌شود، به صورت اصطکاک و در نتیجه گرم‌شدن پوسته، از بین می‌رود. پتانسیل یک زمین‌لرزه در ایجاد لرزش نیرومند زمین، به کسر نسبتاً کوچکی از انرژی آزادشده به عنوان امواج لرزه ای، بستگی دارد و و بهتر است با مقیاس «بزرگی انرژی» (Me) اندازه‌گیری شود. نسبت کل انرژی آزادشده به عنوان امواج لرزه‌ای بسته به سازوکار کانونی و محیط زمین‌ساختی بسیار متفاوت است؛ به‌همین دلیل، اعداد به‌دست‌آمده از مقیاس‌های Me  و Mw  برای زمین‌لرزه‌های بسیار مشابه می‌تواند تا ۱٫۴ واحد بزرگی متفاوت باشد.
هرچند با وجود مفید بودن مقیاس Me ، به‌دلیل وجود مشکلات در برآورد انرژی لرزه‌ای آزادشده، به‌طور کلی از آن استفاده نمی‌شود و مقیاس بزرگی گشتاوری، همچنان مقیاس رایج در اندازه‌گیری بزرگی زمین‌لرزه است.